# Desmosoma auritum
Desmosoma auritum là một loài chân đều trong họ Desmosomatidae. Loài này được Carvacho miêu tả khoa học năm 1977.